# دادمحمد عنابی
دادمحمد عنابی (۱۳۴۳–۲۲ تیر ۱۳۹۹) روزنامه‌نگار افغان و مدیرمسئول روزنامهٔ اصلاح بود. او پس از سقوط طالبان در سال ۲۰۰۱، ریاست شورای عالی مطبوعات افغانستان را بر عهده داشت و مدتی نیز رئیس انتشارات بیهقی و رادیو افغانستان بود.
عنابی در تیرماه ۱۳۹۹ به‌دلیل ابتلا به کووید۱۹ در شفاخانه افغان جاپان درگذشت.
مرگ او واکنش‌های گسترده‌ای در میان کاربران شبکه‌های اجتماعی افغانستان داشت و محمد اشرف غنی، رئیس‌جمهور وقت افغانستان، مرگش را ضایعه دانست.